# Blue Moon (filme de 2025)
Blue Moon é um filme americano musical biográfico de 2025 dirigido por Richard Linklater, escrito por Robert Kaplow, e produzido pela Sony Pictures Classics, Detour Filmproduction e Renovo Media Group em associação com Wild Atlantic Pictures, Under the Influence e Cinetic Media. O filme é um filme biográfico dos últimos dias do compositor Lorenz Hart. É estrelado por Ethan Hawke como Hart, Margaret Qualley, Bobby Cannavale e Andrew Scott.
O filme teve sua estreia mundial na competição principal do 75º Festival Internacional de Cinema de Berlim, onde competiu pelo Urso de Ouro, em 18 de fevereiro de 2025.

## Premissa
O filme se passa em grande parte em 31 de março de 1943, a noite de abertura de Oklahoma! O primeiro projeto da parceria criativa de Rodgers e Hammerstein, com o ex-parceiro criativo de Rodgers Lorenz Hart lutando contra o alcoolismo e a depressão.

## Elenco
- Ethan Hawke como Lorenz Hart
- Andrew Scott como Oscar Hammerstein II
- Margaret Qualley
- Bobby Cannavale

## Produção
Um filme biográfico do compositor Lorenz Hart escrito por Robert Kaplow foi relatado em junho de 2024 com Richard Linklater escalado como diretor e produtor, ao lado de John Sloss. Mais tarde naquele mês, Ethan Hawke, Margaret Qualley, Bobby Cannavale e Andrew Scott se juntaram ao elenco e foi relatado que Sony Pictures Classics adquiriu direitos de distribuição mundial, além de ingressar no projeto como co-financiador. As filmagens começaram no início de julho de 2024, em Dublin e continuou até agosto de 2024. As filmagens terminaram em setembro de 2024.

## Lançamento
Blue Moon estreou no Festival Internacional de Cinema de Berlim em 18 de fevereiro de 2025. Foi anunciado que o filme tem uma data de lançamento planejada para maio de 2025.

## Recepção

### Prêmios
| Prêmio                                     | Data de cerimônia       | Categoria    | Indicado  | Resultado | Ref   |
| ------------------------------------------ | ----------------------- | ------------ | --------- | --------- | ----- |
| Festival Internacional de Cinema de Berlim | 23 de fevereiro de 2025 | Urso de Ouro | Blue Moon | Indicado  | [ 8 ] |